# Janova lípa
Janova lípa je památný strom ve vesnici Ludgeřovice v Opavské pahorkatině v okrese Opava v Moravskoslezském kraji.

## Další informace
Strom se nachází ve svahu v zahradách zastavěné části Ludgeřovic, v usazeninách, které zde v minulosti zanechal kontinentální ledovec. Dle
| Druh stromu                  | lípa malolistá (Tilia cordata Mill.)                    |
| Obvod kmene ve výčetní výšce | 3,8 m, údaj z roku 2002                                 |
| Výška stromu                 | 25 m, údaj z roku 2002                                  |
| Šířka koruny                 | 11 m, údaj z roku 2002                                  |
| Výška koruny                 | 23,5 m, údaj z roku 2002                                |
| Stáří stromu                 | asi 200 let, údaj z roku 2022                           |
| Ochranné pásmo               | kruh o průměru 6 m se středem v kmeni, údaj z roku 2002 |
| Vyhlášení památného stromu   | 20. srpna 2002, Městský úřad Hlučín                     |

Ke stromu se neváže žádná legenda či pověst.

## Galerie

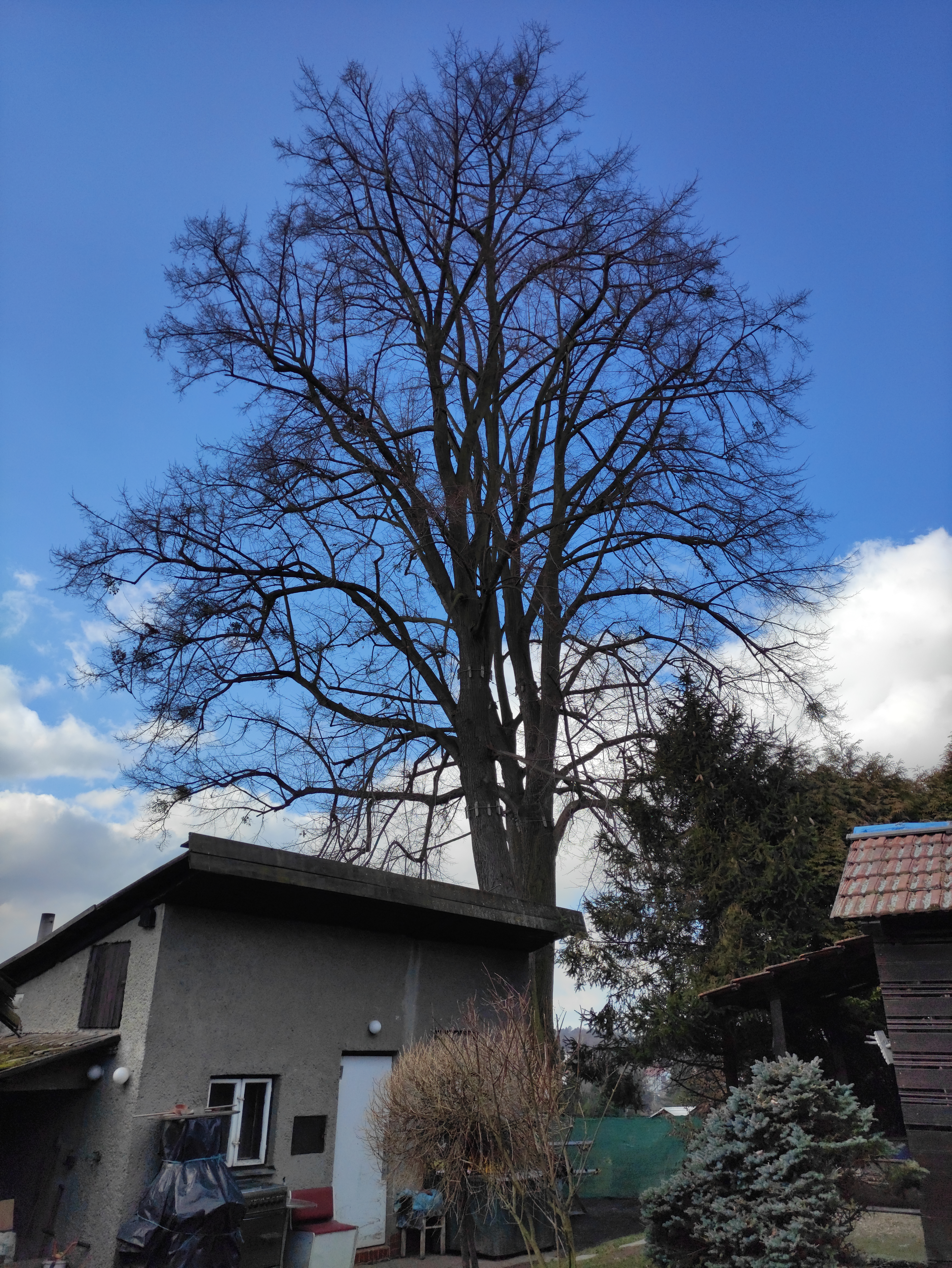
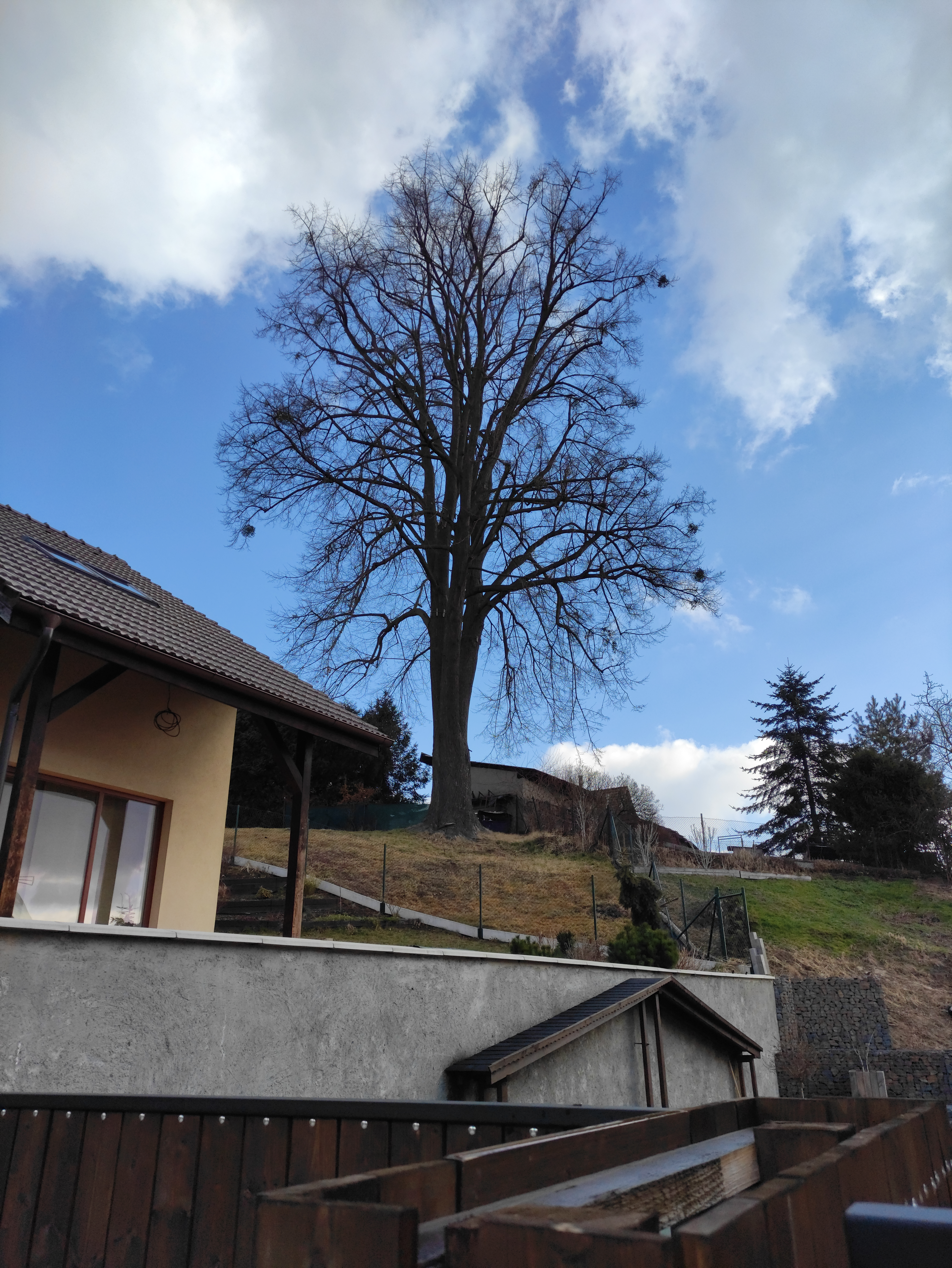